# Diocese de Palmeira dos Índios
A Diocese de Palmeira dos Índios (Dioecesis Palmiriensis Indorum) é uma circunscrição eclesiástica da Igreja Católica no Brasil, pertencente à Província Eclesiástica de Maceió e ao Conselho Episcopal Regional Nordeste II da Conferência Nacional dos Bispos do Brasil, sendo sufragânea da Arquidiocese de Maceió. A sé episcopal está na Catedral Nossa Senhora do Amparo, na cidade de Palmeira dos Índios, no estado de Alagoas.

## Histórico
A Diocese de Palmeira dos Índios foi criada a 10 de fevereiro de 1962, pela Bula Quam Supremam, do Papa João XXIII, desmembrada da Arquidiocese de Maceió e da Diocese de Penedo. No dia 19 de agosto de 1962, o Núncio Apostólico esteve em Palmeira dos Índios para presidir a solenidade. Por meio de um Decreto datado de 15 de agosto de 1962, dado na então sede da Nunciatura Apostólica, Rio de Janeiro- RJ, Dom Armando Lombardi, Núncio Apostólico no Brasil, fez executar a Bula papal estatuindo as diretrizes para ereção canônica da nova Diocese. Com a leitura pública, na nova Catedral, da Bula e do Decreto supracitados, foi erigida a Diocese de Palmeira dos Índios. Neste mesmo dia, foi empossado o seu primeiro Bispo, Dom Otávio Barboza Aguiar.

## Demografia
Em 2004, a diocese contava com uma população aproximada de 559.673 habitantes, com 84% de católicos.

## Paróquias
O território da diocese tem uma área de 11.027 km², organizado em 38 paróquias localizadas nos municípios de Água Branca, Batalha, Belo Monte, Cacimbinhas, Canapi, Carneiros, Delmiro Gouveia, Dois Riachos, Estrela de Alagoas, Igaci, Inhapi, Jacaré dos Homens, Major Isidoro, Maravilha, Mar Vermelho, Mata Grande, Monteirópolis, Olho d'Água do Casado, Olho d'Água das Flores, Olivença, Ouro Branco, Palmeira dos Índios, Pão de Açúcar, Pariconha, Paulo Jacinto, Piranhas, Poço das Trincheiras, Quebrangulo, Santana do Ipanema, São José da Tapera e Senador Rui Palmeira.

## Bispos
|                          | Nome                            | Período     | Notas                            |
| Bispos                   | Bispos                          | Bispos      | Bispos                           |
| ------------------------ | ------------------------------- | ----------- | -------------------------------- |
| 5°                       | Manoel de Oliveira Soares Filho | 2019 -      | atual                            |
| 4º                       | Dulcênio Fontes de Matos        | 2006 — 2017 | Nomeado Bispo de Campina Grande. |
| 3º                       | Fernando Iório Rodrigues †      | 1985 — 2006 | Bispo Emérito.                   |
| 2º                       | Epaminondas José de Araújo †    | 1978 — 1984 | Bispo Emérito.                   |
| 1º                       | Otávio Barbosa Aguiar †         | 1962 — 1978 | Bispo Emérito.                   |
| Administrador Apostólico |                                 |             |                                  |
|                          | Genival Saraiva de França       | 2018 — 2019 | Bispo-emérito de Palmares        |
| Administrador Diocesano  |                                 |             |                                  |
|                          | Pe. Wendel Assunção Gomes       | 2017 — 2018 |                                  |